# Torcuato Benjumeda
Torcuato José Benjumeda y Laguada (El Puerto de Santa María, 4 de enero de 1757-Cádiz, 15 de abril de 1836), arquitecto español, discípulo de Torcuato Cayón, y uno de los más importantes arquitectos neoclásicos de Andalucía.

## Biografía

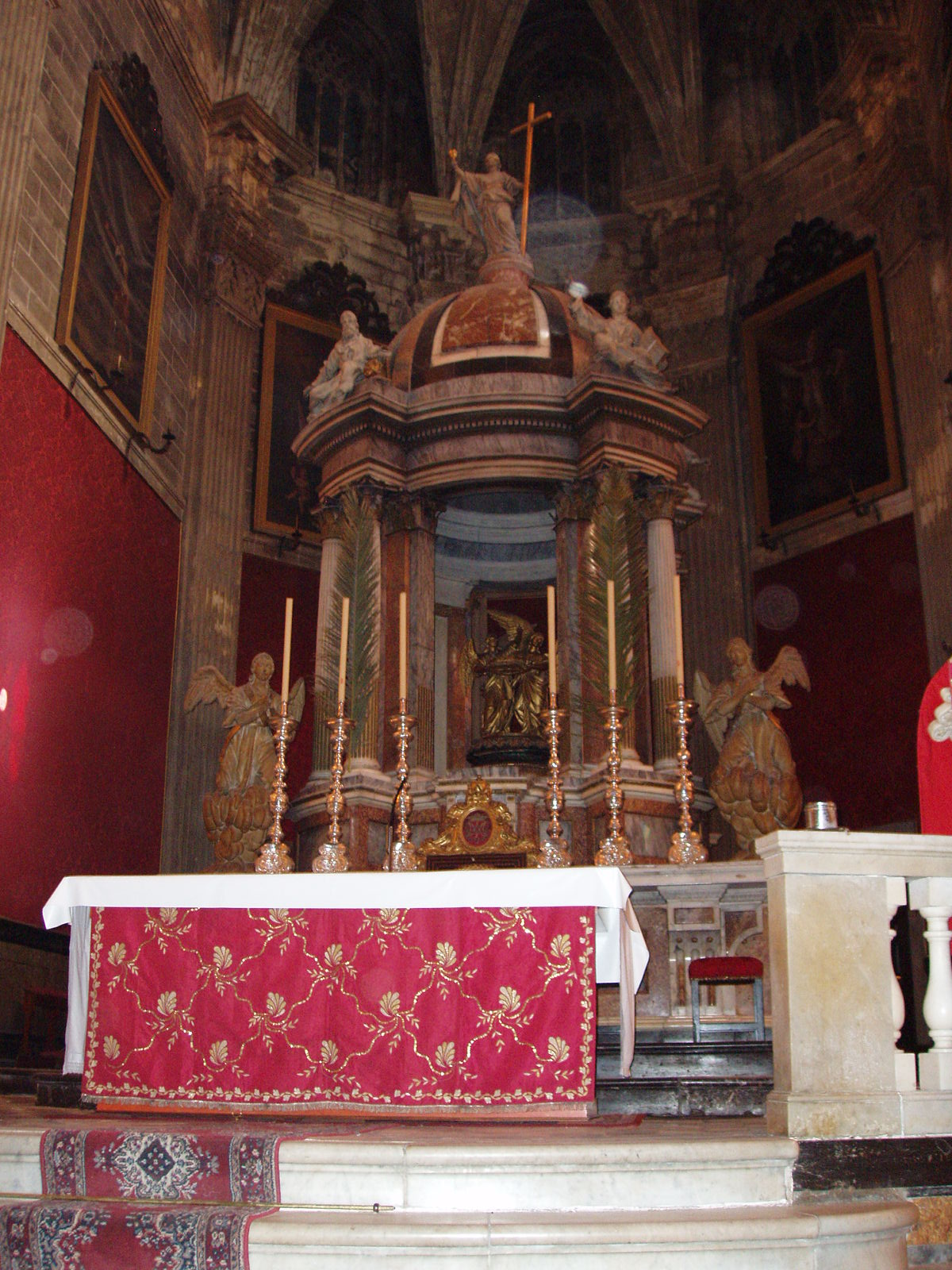
Altar de la Iglesia Mayor Prioral, en El Puerto de Santa María.

Torcuato José Benjumeda y Laguada nació en El Puerto de Santa María el 4 de enero de 1757. Hijo de Miguel Benjumeda y María Laguada, casados en la Iglesia Prioral de El Puerto de Santa María en 1756. El padre nació en Málaga, hijo de Francisco de Benjumea y de Ana Francisca de Gálves, Y la madre era natural de San Pedayna en Génova, hija de Cayetano Laguada y de Rosa Bertorela. Torcuato fue bautizado el 9 de enero en la Prioral siendo su padrino el arquitecto Torcuato Cayón. Casó con Cándida Martínez de Pinillos en la iglesia de San Juan Bautista de Chiclana el 15 de agosto de 1789. Tuvo cinco hijos. Se trasladó el matrimonio a Cádiz instalándose en el número 198 de la plazuela de la Cruz Verde. Fue nombrado arquitecto del Ayuntamiento. Falleció en Cádiz el 15 de abril de 1836 a los 79 años.
En el año 1781, con 24 años, sustituyó a Torcuato Cayón en las tareas de Maestro mayor de obras. En 1789 fue nombrado Teniente de Arquitectura de la academia de las Nobles Artes de Cádiz. En la calle Murguía (Hoy Cánovas del Castillo), número 169, tenía la oficina.   
En el "Sitio de Cádiz" fue 2º subteniente del batallón de Artilleros (26-sept.-1809), ascendió a  teniente en 1821 y a capitán el 23 de diciembre de 1829.                                                                                                    
Llegó a ser académico de mérito de San Fernando (1793), presidente de la Academia de Cádiz y arquitecto primero de la ciudad en su etapa de máximo esplendor comercial y político. En Cádiz es autor de la Iglesia del Rosario, la Iglesia de San José y la Iglesia de San Pablo, así como del Oratorio de la Santa Cueva, iniciado por Torcuato Cayón en 1781. Benjumeda también diseñó la fachada del ayuntamiento, el cementerio y numerosas viviendas; pero la obra que mejor refleja el neoclasicismo es la Cárcel Real, de 1794. 
Fuera de la capital gaditana, construyó las Iglesia de San Juan Bautista (Chiclana de la Frontera), y Iglesia de San José (Puerto Real), intervino en el ayuntamiento de San Fernando y diseñó el mercado de abastos y el muelle en Puerto Real. 
Un punto negro en la vida de Benjumeda tuvo lugar al caerse la Plaza de Toros de Cádiz en 1820. Al responsabilizarse al arquitecto mayor de la ciudad, estuvo suspenso de empleo y sueldo hasta su rehabilitación en 1824. En 1833, solicitó permiso al Ayuntamiento para ausentarse por motivos de salud, por hallarse convaleciente de un ataque nervioso. Quedó como sustituto su hijo Francisco de Paula, quien había sido nombrado ayudante el 30 de marzo de 1829. También es autor del altar neoclásico de la Iglesia Mayor Prioral de El Puerto de Santa María.
Las raíces arquitectónicas de Benjumeda responden a una línea italiana que alcanzaría gran raigambre en España. Sus orígenes están en la corriente que podríamos denominar Peruzzi-Serlio-vignolesca, con su entronque a través de la versión nacionalizada por Juan de Herrera.
Tiene un retrato en el museo de Cádiz pintado por Juan Rodríguez "El panadero" en el año 1813, que fue donado por su hijo en 1861.

## Galería de imágenes

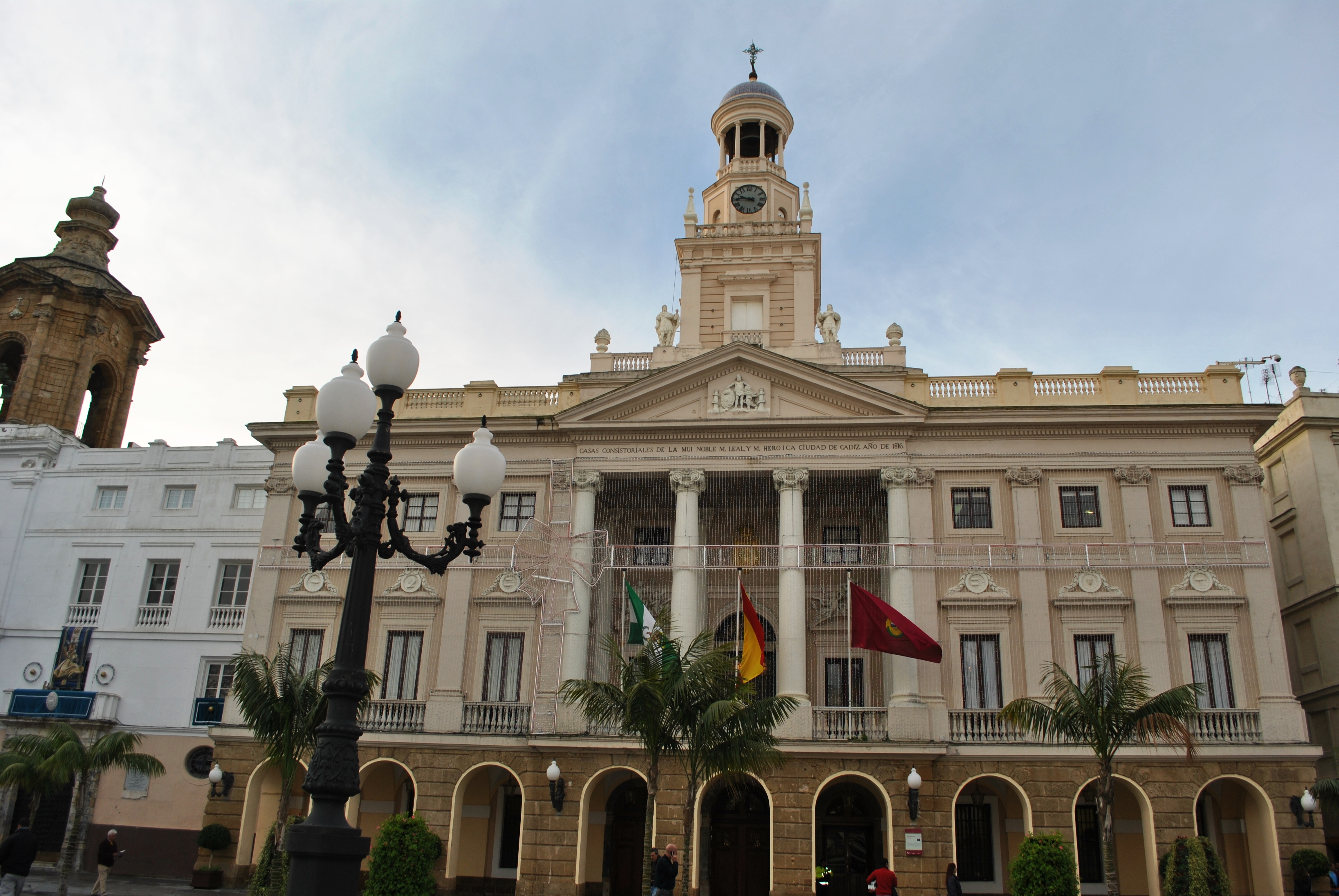
Ayuntamiento, Cádiz
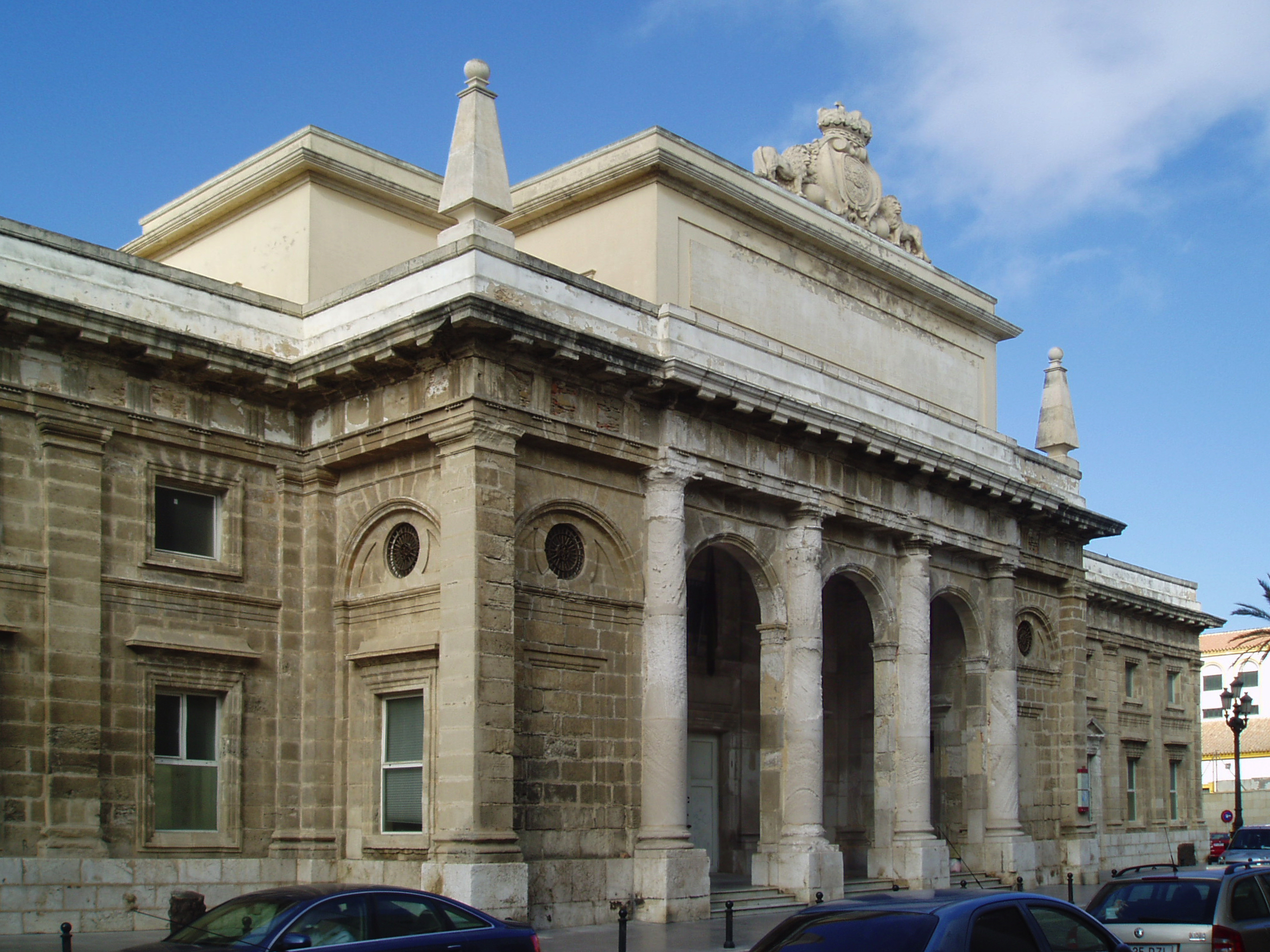
Cárcel Real, Cádiz
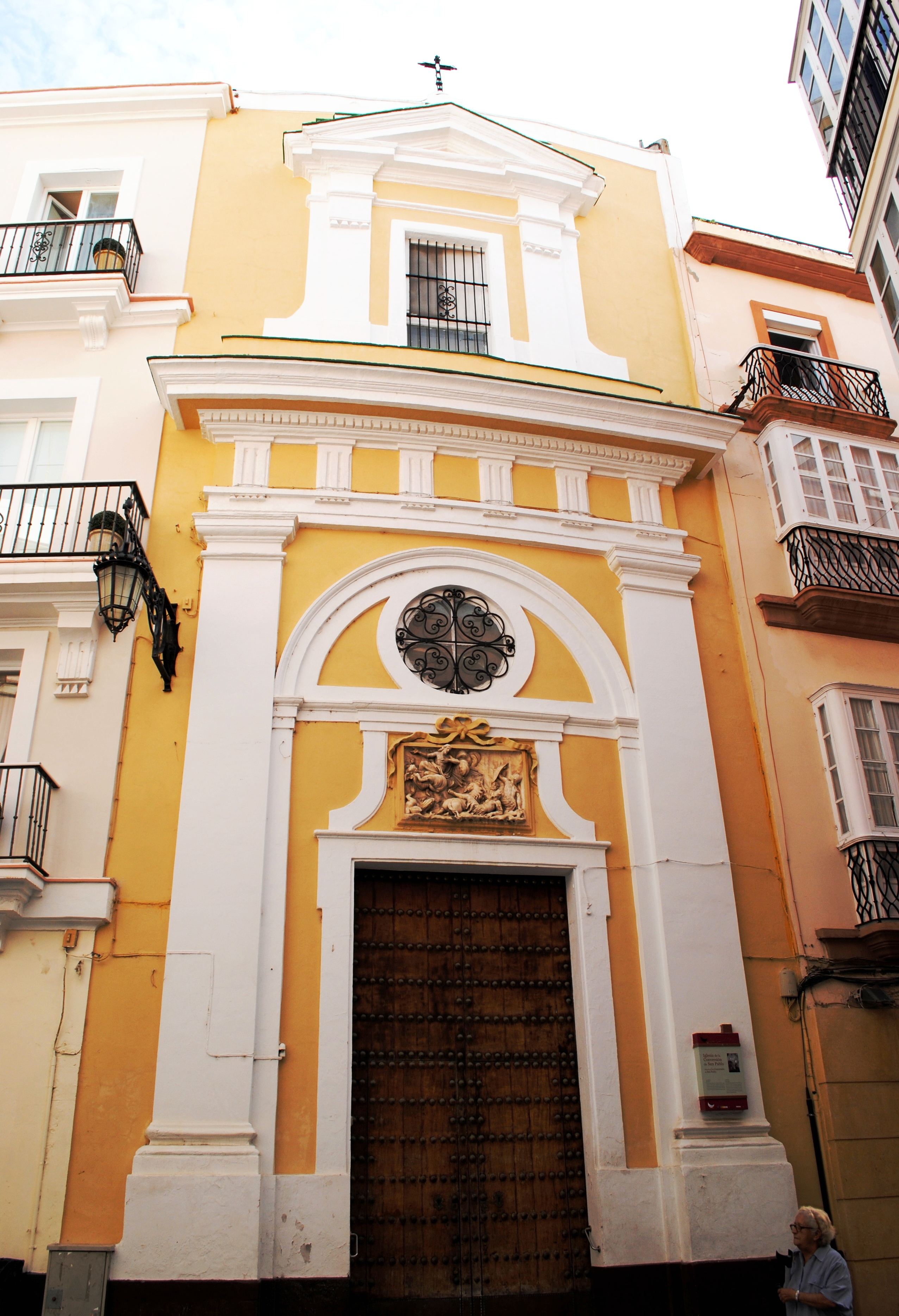
Iglesia de San Pablo, Cádiz
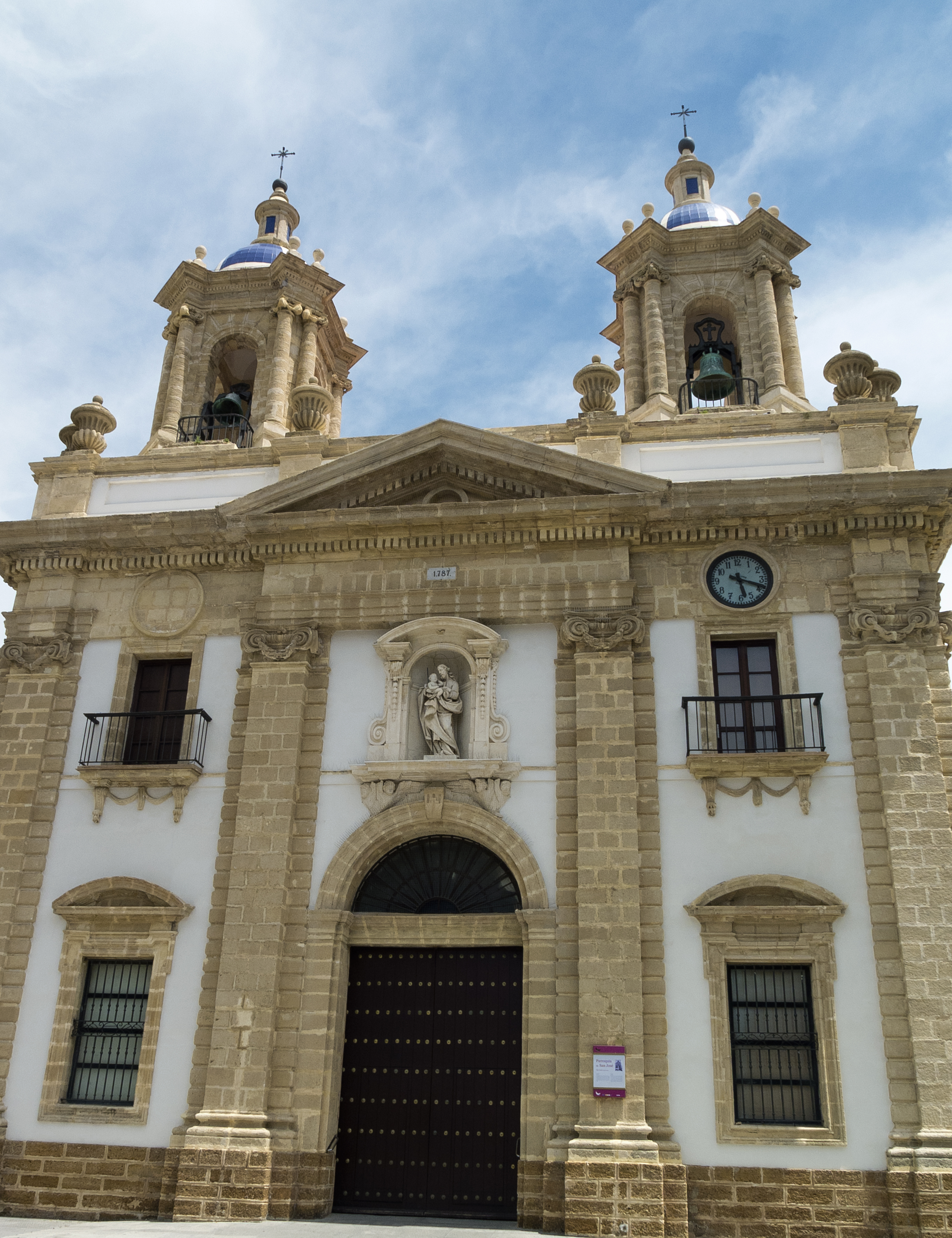
Iglesia de San José, Cádiz
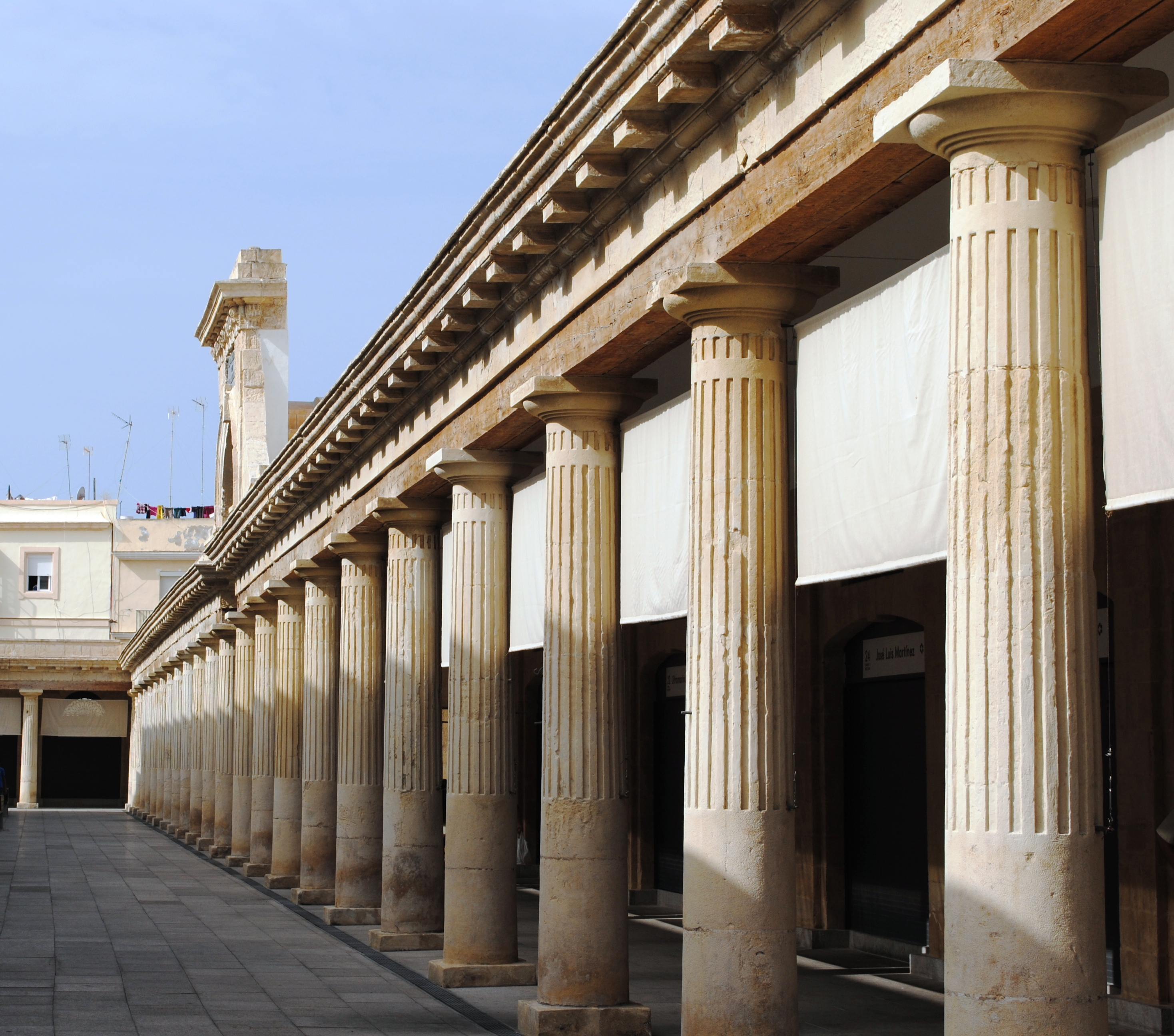
Mercado central de abastos, Cádiz
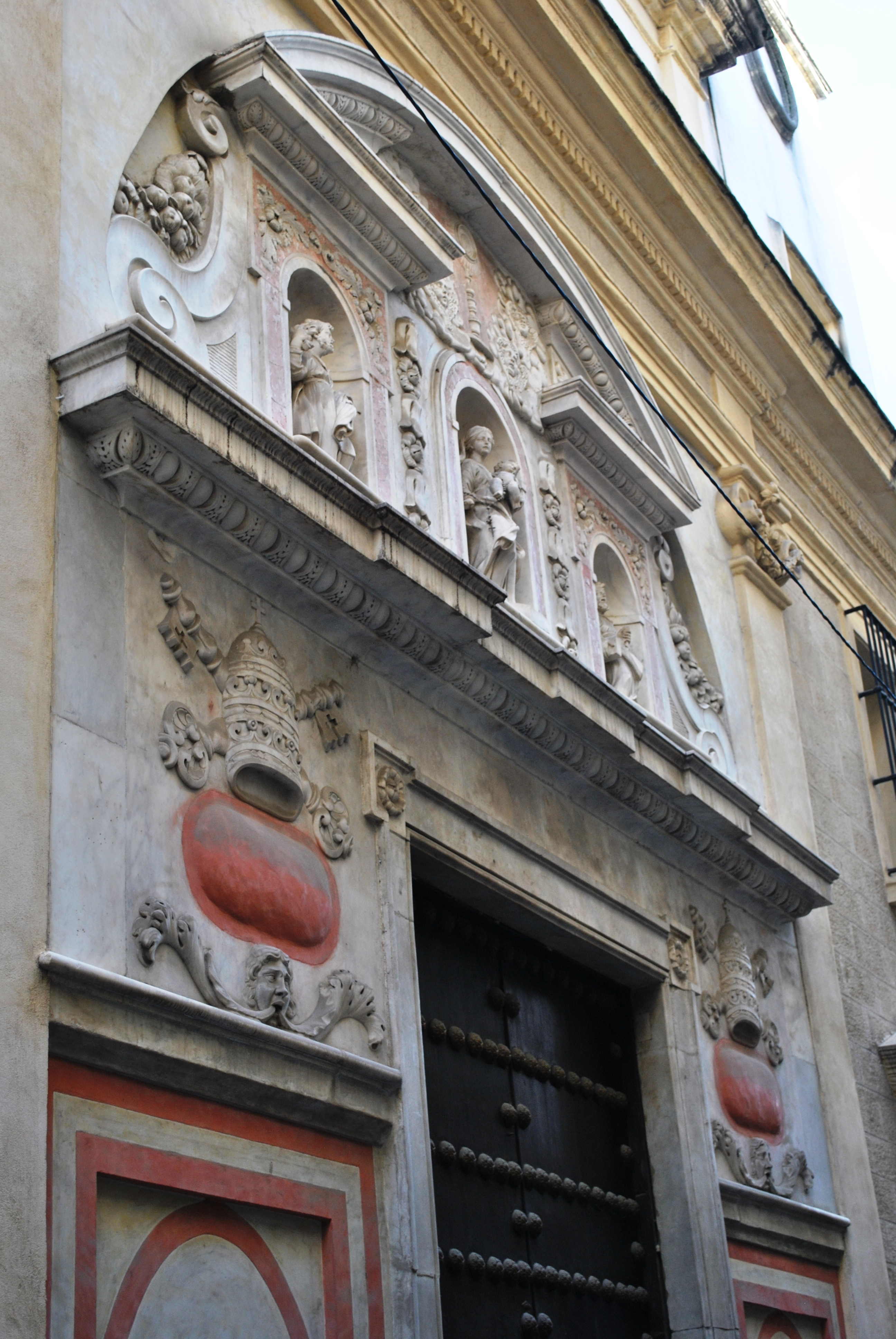
Iglesia del Rosario, Cádiz
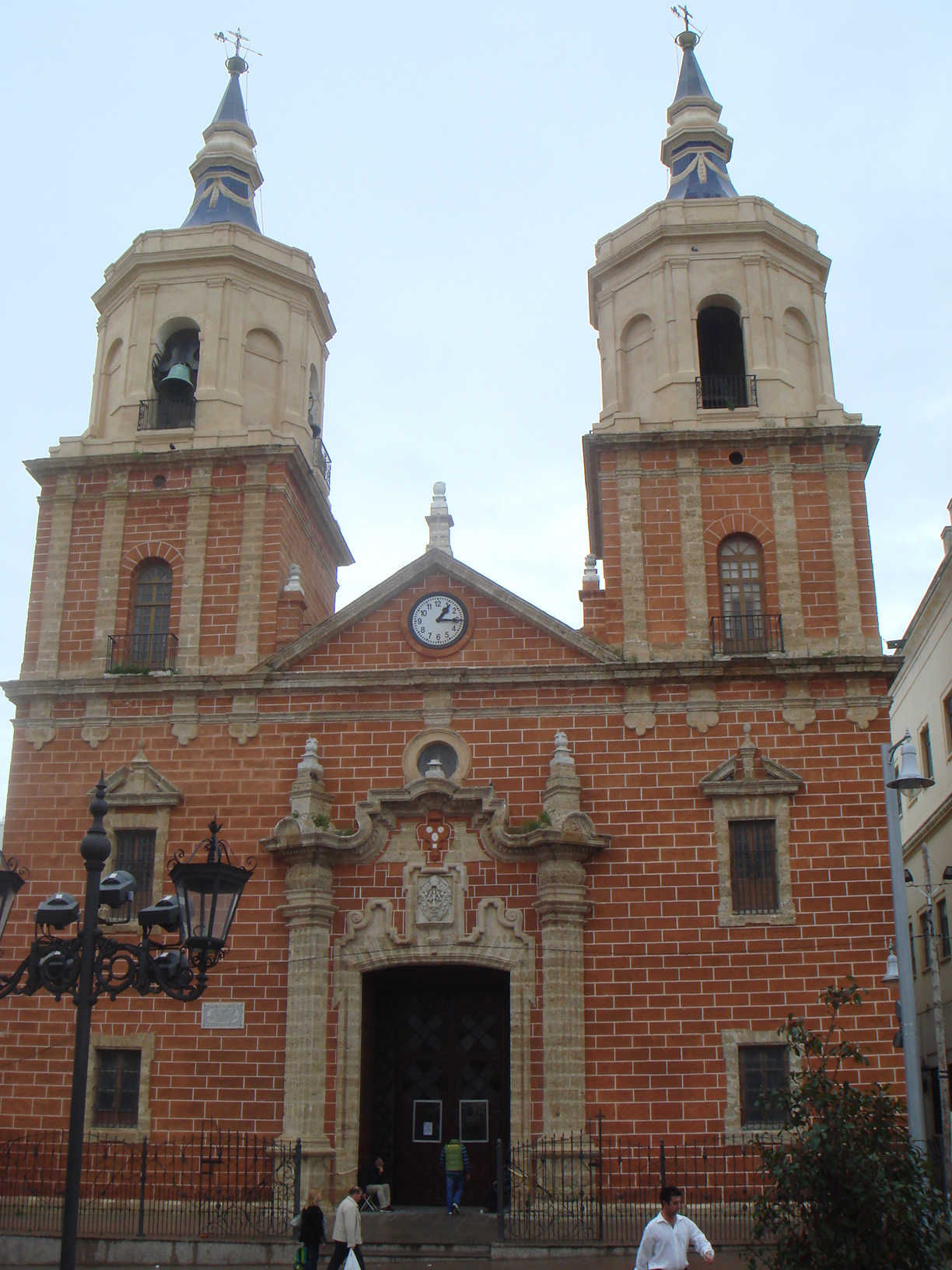
Iglesia Mayor de San Pedro y San Pablo, San Fernando
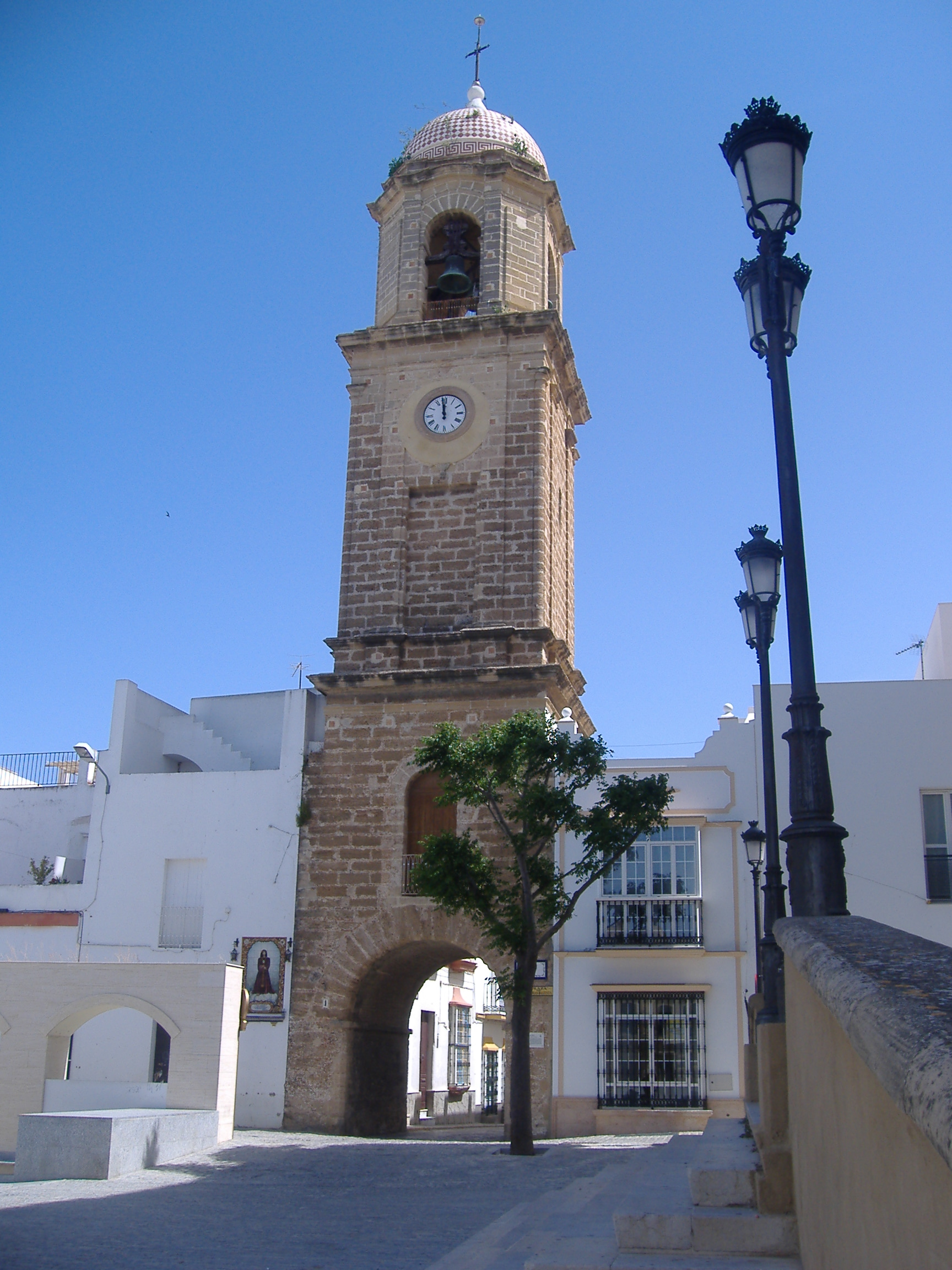
Plaza mayor, Chiclana de la Frontera